# Győrszemere
Győrszemere är en ort i Ungern.   Den ligger i provinsen Győr-Moson-Sopron, i den västra delen av landet, 110 km väster om huvudstaden Budapest. Győrszemere ligger 127 meter över havet och antalet invånare är 2 964.
Terrängen runt Győrszemere är huvudsakligen platt, men österut är den kuperad. Runt Győrszemere är det ganska tätbefolkat, med 80 invånare per kvadratkilometer. Närmaste större samhälle är Győr, 15,5 km norr om Győrszemere. Omgivningarna runt Győrszemere är en mosaik av jordbruksmark och naturlig växtlighet.